# Утрото на екзекуцията на стрелците
„Утрото на екзекуцията на стрелците“ е картина на руския художник Василий Суриков (1848 – 1916), завършена през 1881 г.
Намира се в Третяковската галерия в Москва. Размерите на платното са 218 Х 383,5 см. Темата на произведението е свързана с историческите събития от края на XVII век – подавянето от Петър I на бунта на стрелците през 1698 г. и тяхната екзекуция.

## История на създаването
След като Василий Суриков печели поръчка за четири стенописа за катедралния храм „Христос Спасител“, се премества в Москва през 1877 г. за да изпълни поръчката. Там се включва в групата на передвижниците и започва да участва в техните изложби. Той рисува три големи платна на историческа тема. Първото голямо платно е „Утрото на екзекуцията на стрелците“, което е свързано с трагичните събития от времето на Петър I. Бунтът на стрелците е израз на несъгласието им с реформите, извършвани от царя. Работата си по ескизите за картината Суриков започва още през 1878 г., а цялостната работа по картината продължава около три години. Картината е представена на 9-ата изложба на передвижниците, открита през месец март 1881 г. Още на изложбата картината е закупена от Павел Третяков.
В картината художникът избира момента на разсъмване, непосредствено преди екзекуцията на стрелците и показва как всеки един от тях преживява последните минути от живота си. Вдясно е показан и Петър I, който е изобразен в мълчалив двубой с рижия стрелец в каруцата. Показана е яростта и непримиримостта в очите на двамата. Художникът внимателно изучава облеклото, оръжието и бита от времето на отразените събития. За това посещава често Оръжейната палата в Москва и Държавния исторически музей.
По време на създаването на картината, която е стояла непокрита в жилището на Суриков, негови приятели са виждали непосредствено процеса на създаване и понякога са давали свои коментари. Основен проблем за художника при създаването на картината е кой точно момент трябва да бъде пресъздаден. Суриков, както и Павел Третяков са считали, че особено важен е именно този момент, непосредствено преди екзекуцията, защото тя показва трагедията на обречените стрелци, техните последни минути живот и трагедията за техните близки. Суриков се отказва от идеята, подхвърлена от Иля Репин да нарисува и бесило с вече извършена присъда. Павел Третяков е този, който затвърждава в художника мнението, че това ще развали картината. Съветът на Лев Толстой обаче, че ръцете на стрелците, държащи свещите трябва да са покрити с восък за по-голяма достоверност, той възприема и отразява в картината.
В спомените си Суриков разказва и за кошмарите, които изживява, докато рисува картината. Тази тема е дълбоко навлязла в него и вероятно затова така силно е въздействието върху зрителя. През януари 1880 г. той се разболява от възпаление на белите дробове и след като не успява да се излекува в Москва, отива в Самара, където се лекува при Нестор Постников с кумис. Чак през есента на същата година се връща в Москва и дорисува картината.

## Детайли
- Рижият стрелец
- Петър I